# Yakup Gör
Yakup Gör (* 10. listopadu 1988) je turecký zápasník–volnostylař.

## Sportovní kariéra
Narodil se do zápasnické rodiny a s národním zápasem začínal v útlém dětství v rodném Oltu. Ve 14 letech byl jako talentovaný sportovec poslán do Erzurumu, kde se na střední sportovní škole věnoval olympijskému volnému stylu pod dohledem Mukaddema Taşgita a Abdulselama Eroğlua. Od roku 2008 reprezentoval istanbulský zápasnický klub IBBSK, ze kterého se v roce 2010 poprvé objevil v turecké volnostylařské reprezentaci ve váze do 66 kg. V roce 2012 prohrál nominaci na olympijské hry v Londýně s Dagestáncem Ramazanem Şahinem.
Od roku 2014 startoval v neolympijské váze do 70 kg. Do olympijského roku 2016 však šel v olympijské váze do 65 kg, ve které v dubnu na první světové olympijské kvalifikace v mongolském Ulánbátaru vybojoval pro Turecko účast na olympijské hry v Riu. Koncem června však turecký olympijský výbor nominoval na olympijské hry jeho hlavního rivala Mustafu Kayu. Od roku 2017 zastupuju ankarský klub ASKI vedený Abdullahem Çakmarem.
Od roku 2018 startuje ve vyšší olympijské váze do 74 kg, ve které soupeří o pozici reprezentační jedničky s Sonerem Demirtaşem.

## Výsledky
| Turnaj             | 2011 | 2012 | 2013 | 2014 | 2015 | 2016 | 2017 | 2018 | 2019 |
| Turnaj             | 23   | 24   | 25   | 26   | 27   | 28   | 29   | 30   | 31   |
| Turnaj             | -66  | -66  | -66  | -70  | -70  | -70  | -70  | -74  | -74  |
| ------------------ | ---- | ---- | ---- | ---- | ---- | ---- | ---- | ---- | ---- |
| Olympijské hry     |      | —    |      |      |      | —    |      |      |      |
| Mistrovství světa  | —    |      | úč.  | 2.   | 3.   | úč.  | 5.   | —    | —    |
| Evropské hry       |      |      |      |      | 3.   |      |      |      | —    |
| Mistrovství Evropy | úč.  | 5.   | 2.   | 3.   | 3.   | —    | úč.  | —    | úč.  |